# Баланкур сир Есон
Баланкур сир Есон (фр. Ballancourt-sur-Essonne) је насељено место у Француској у региону Париски регион, у департману Есон.
По подацима из 2011. године у општини је живело 7425 становника, а густина насељености је износила 657,08 становника/km².

## Демографија
| 1962. | 1968. | 1975. | 1982. | 1990. | 2011. |
| ----- | ----- | ----- | ----- | ----- | ----- |
| 2.825 | 3.477 | 5.025 | 5.549 | 6.174 | 7.425 |